# La Halle aux charges
La Halle aux charges est un hebdomadaire satirique illustré français, publié entre 1882 et 1885.

## Histoire
Publiée chaque samedi à partir du 21 janvier 1882, La Halle aux charges contenait à l'origine des scènes des halles de Paris et des textes autographiés (également publiés sur une seule page sous le titre Les Halles et marchés comiques), avant de proposer des caricatures politiques et des textes typographiés, dont divers poèmes ainsi qu'un feuilleton de Paul de Kock. Son format et son nombre de pages ont été modifiés plusieurs fois.
Établi au no 58 du boulevard de Strasbourg, Louis Isoré est le directeur-gérant du journal ainsi que son dessinateur principal. Outre la signature d'Isoré, on trouve dans la Halle celles de Frédéric-Auguste Cazals, d'Eugène Chatelain et de G. Frison (pseudonyme de Lavrate) mais aussi celles, beaucoup plus obscures, de Bar-dy, A. Bef (Désiré Luc), Charles, Fouinard, H.-E. Langlois, Joseph Latour, P.S, Antoine Ricard, Riamel, Riquet, Armand Tall et Trebor.
Républicaine de tendances radicale et anticléricale, La Halle aux charges se moque aussi bien des prétendants monarchistes que des militants anarchistes, allant jusqu'à accuser les seconds d'être au service des premiers, et attaque la politique des opportunistes. Son numéro du 23 septembre 1883, représentant Marianne assise dans une attitude « indécente » sur les genoux de l'ambassadeur chinois Zeng Jize (en), est saisi par la police. Accusé d'outrage aux bonnes mœurs, Isoré est condamné à 25 francs d'amende le mois suivant.
La Halle aux charges, journal des farceurs paraît de manière irrégulière à partir d'avril-mai 1885 avant de disparaître en juillet de la même année. Elle est remplacée au mois de novembre suivant par l'éphémère Lanterne des blagueurs.
« Sans intérêt » pour Grand-Carteret, La Halle aux charges contient des caricatures que Philippe Jones juge « sans valeur artistique mais représentatives » des nombreuses publications populaires des années 1880.

## Liste des numéros
Sauf mention contraire, les dessins sont de Louis Isoré.